# Stephanocyathus moseleyanus
Espèce
Statut CITES
Stephanocyathus moseleyanus est une espèce de coraux appartenant à la famille des Caryophylliidae. Selon la base de données WoRMS, Stephanocyathus moseleyanus fait partie du sous-genre Stephanocyathus (Stephanocyathus) Seguenza, 1864.